# 九龍巴士72C線
九龍巴士72C線是香港一條巴士路線，由大美督單向開往大埔墟站，祇於星期一至五上午繁忙時間提供服務。

## 歷史
由於位置偏僻關係，位於大埔汀角路的鳳園村及鳳園路一帶，一直未有任何公共交通服務，直至2010年7月11日，進智公交營辦的專線小巴20A線安排每日1000-2100時段內，每30分鐘一班的班次繞經鳳園路，為該帶首項及當時唯一公共交通服務。
相隔數年後，發展商長江實業於鳳園興建私人屋苑「嵐山 Mont Vert」，首期六座樓宇（第3座、第5-9座）於2015年首季落成入伙，鳳園一帶人口將會上升，構成實質公共交通需求，因此九巴及運輸署於2014年6月的「大埔區區域性巴士路線重組」（即《2014-2015年度大埔區巴士路線發展計劃》）修訂方案中，建議開辦本路線，以服務該帶居民前往大埔中心轉乘其他巴士路線，或於港鐵大埔墟站轉乘港鐵往返其他地區。
- 2014年12月29日：本線投入服務[1][2]。
- 2015年1月26日：增設鳳園路「流坑」站[3]。
- 2015年11月16日 : 更改班次時間為早上7時15分。
- 2015年12月31日：增設到站時間預報。
- 2016年5月23日：改由船灣（汀角路）開出，班次時間改為早上7時05分[4]。
- 2019年1月28日：延長至大美督開出，取消汀角路「大埔大發街」分站，班次時間改為早上6時55分[5]。
- 2015年11月16日 : 更改班次時間為早上7時正。

## 服務時間及班次
大美督開：
- 星期一至五：07:00

星期六、日及公眾假期不設服務。

## 收費
全程：$6.4
| - 本線設有12歲以下小童及65歲或以上長者半價優惠。 - 65歲或以上香港居民使用「樂悠咭」，以及12歲以下合資格殘疾兒童使用「殘疾人士身份」個人八達通繳付車資，均可享有每程$2.0或半價（以較低者為準）的票價優惠；12至64歲合資格殘疾人士使用「殘疾人士身份」個人八達通（包括「樂悠咭」），以及60至64歲香港居民使用「樂悠咭」繳付車資，均可享有每程$2.0或全費（以較低者為準）的票價優惠。 - 65歲或以上長者如使用長者或一般個人八達通繳付車資，則只可享有半價優惠；12至64歲合資格殘疾人士如不使用「殘疾人士身份」個人八達通，以及60至64歲人士如不使用「樂悠咭」繳付車資，必須繳付全費。 - 乘客可以現金或八達通於上車時付款，不設找續。 - 每位成人乘客可免費攜帶最多兩名4歲以下而不佔座位的兒童乘客乘車，超額之4歲以下小童必須繳付小童車費乘車。 - 持有「九巴月票」之乘客在車票有效期內，每日可享最多10程任何九龍巴士及龍運巴士路線（包括本路線，以及聯營路線的九龍巴士／龍運巴士提供的班次；惟乘搭機場「A」及「NA」線則可享原價二七折優惠（不會計算每天10次合資格車程））；而B1線則每日可享最多各2程（不會計算每天10次合資格車程）。 - 九龍巴士、城巴、龍運巴士及陽光巴士全職員工及家屬（不包括外判職員）可免費乘搭本路線，惟必須拍職員或職員家屬八達通。 - 乘客亦可透過多元化電子支付系統（e度嘟）繳付車資，包括使用非接觸式VISA卡、JCB卡、萬事達卡、銀聯卡、美國運通、大來國際、Discover Card、Apple Pay、Google Pay、Samsung Pay、AlipayHK「易乘碼」、支付寶、WeChatHK／微信支付「搭車碼」、銀聯雲閃付「乘車碼」及BOC Pay「乘車碼」。乘客使用此付款方式，使用此支付方式的乘客可享有中途下車之分段收費，以及與其他九巴／龍運獨營路線或聯營線九巴／龍運班次之轉乘優惠，惟不適用於與非九巴／龍運路線之轉乘優惠，亦不能享有「公共交通費用補貼計劃」及「長者及合資格殘疾人士公共交通票價優惠計劃」。 |

註：本線只有4.4公里，但收費高於常規路線5公里收費上限$5.2，除非當特別服務則可收$6.7

## 使用車輛
本線由74K線抽調車輛行走，用車多數為亞歷山大丹尼士Enviro 500 MMC 12米（ATENU）雙層低地台巴士。

## 行車路線
經：大美督路、汀角路、鳳園路、汀角路、南運路、安埔路、大埔中心巴士總站、安埔路、南運路及雅運路。

### 沿線車站
| 大美督開 | 大美督開           | 大美督開               |
| 序號     | 車站名稱           | 位置                   |
| -------- | ------------------ | ---------------------- |
| 1        | 大美督巴士總站     | 大美督公共運輸交匯處   |
| 2        | 龍尾               | 汀角路                 |
| 3        | 龍尾村             | 汀角路                 |
| 4        | 蘆慈田（龍尾泳灘） | 汀角路                 |
| 5        | 山寮               | 汀角路                 |
| 6        | 汀角               | 汀角路                 |
| 7        | 映月灣             | 汀角路                 |
| 8        | 犁壁山             | 汀角路                 |
| 9        | 布心排             | 汀角路                 |
| 10       | 䃟頭角             | 汀角路                 |
| 11       | 船灣               | 汀角路                 |
| 12       | 三門仔路           | 汀角路                 |
| 13       | 雅景花園           | 汀角路                 |
| 14       | 露輝路             | 汀角路                 |
| 15       | 大埔工業邨         | 汀角路                 |
| 16       | 下坑               | 汀角路                 |
| 17       | 鳳園               | 鳳園巴士總站           |
| 18       | 流坑               |                        |
| 19       | 鳳園路             | 鳳園路                 |
| 20       | 魚角               | 汀角路                 |
| 21       | 救恩書院           | 汀角路                 |
| 22       | 怡雅苑             | 汀角路                 |
| 23       | 大埔中心           | 大埔中心巴士總站       |
| 24       | 新興花園           | 南運路                 |
| 25       | 廣福邨廣智樓       | 南運路                 |
| 26       | 廣福球場           | 南運路                 |
| 27       | 大埔墟站巴士總站   | 大埔墟站公共運輸交匯處 |

## 外部連結
- 九龍巴士72C線